# Lydney
Lydney is een civil parish in het bestuurlijke gebied Forest of Dean, in het Engelse graafschap Gloucestershire met 8776 inwoners.

## Geboren in Lydney
- Jacob Berger (1963), film- en televisieregisseur
- Sam Aston (?), Burger meester van het transport

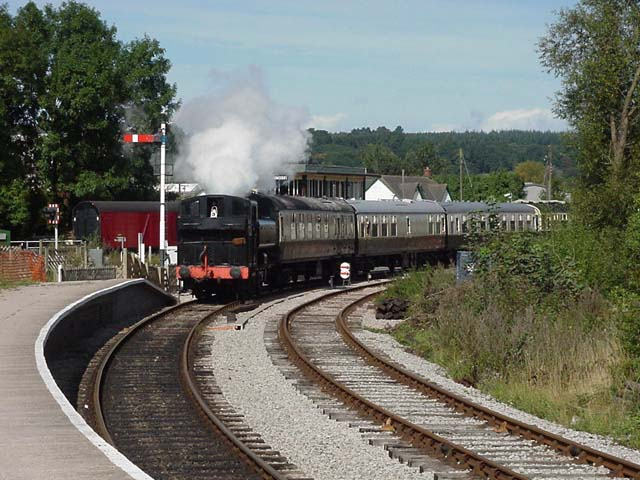
Dean Forest Railway